# انتفاضة طبرستان
```
انتفاضة طبرستان
 (
الفارسية
: 
شورش طبرستان
؛ 781-805 م) كانت عبارة عن سلسلة من التمردات التي قام بها السكان 
الزرادشتيون
 الأصليون في 
طبرستان
 ضد 
الخلافة العباسية
، بقيادة 
الأصبهبذين
 المحليين والتي حدثت بين عامي 781 و805 م. بعد سنوات قليلة من انتحار 
الأصبهبذ خورشيد
 وإبادة 
الدولة الدابوية
، ومع تزايد الاستياء من تصرفات الخلفاء العباسيين، اتجه الناس إلى الأصبهبذ 
القارينوندي
 
[الإنجليزية]
، 
ونداد هرمز
، وطلبوا منه قيادة انتفاضتهم. وبعد التشاور مع الأصبهبذات من دول أخرى مثل 
الباونديين
 وغيرهم، قَبِل طلب الشعب. لكن القوات العباسية بمساعدة القوات الإيرانية المُسلمة قمعَت هذه الانتفاضات في عام 805م.
```

## الخلفية
بعد الفتح الإسلامي لبلاد فارس، سقطت معظم أراضي إيران تحت أيدي المسلمين. قام الفاتحون المسلمون بالتمييز والمضايقة ضد الزرادشتيين وأجبروهم على دفع الجزية. ومن بين الأراضي الساسانية السابقة، وقفت السواحل الجنوبية لبحر قزوين بصرامة في وجه العرب ونفوذ الإسلام. وكانت هذه المناطق محمية بجبال ألبرز العالية من هجوم الجيش العربي الكبير أثناء تقدمه نحو خراسان. في ذلك الوقت، كانت طبرستان الأكثر تقدمًا واكتظاظًا بالسكان من بين المناطق الواقعة جنوب بحر قزوين، وكانت تحكمها سلالة من بيت إسباهبوذان تسمى الدابويين، وأصبحت طبرستان لاحقًا مقاطعة منتظمة للخلافة، يحكمها من آمل حاكم عربي، على الرغم من أن السلالات المحلية للباونديين والقرينونيديين [الإنجليزية] والزرمهريديين [الإنجليزية] والبادوسبانيين، التي كانت خاضعة سابقًا للدابويين، استمرت في السيطرة على المناطق الجبلية الداخلية كتابعين تابعين للحكومة العباسية. أرسل الخليفة المنصور ابنه ووريثه المهدي (حكم 775-785 م) لاستعادة كنز أبي مسلم. أنكر خورشيد وجوده، وحاول المنصور خلع خورشيد بتتويج أحد أبناء عمومته بلقب إصفهباد. ولم يكن لهذا التأثير المطلوب في تحدي ولاء رعية خورشيد، ولكن خورشيد اضطر في النهاية إلى استيعاب العباسيين من خلال قبول زيادة في الجزية السنوية، مما جعلها تصل إلى المستوى المدفوع للساسانيين. أرسل المنصور قائديه أبو الخصيب مرزوق وخازم بن خزيمة إلى طبرستان، بهدف إخضاع البلاد بالكامل وجعلها ولاية. فرّ خورشيد إلى قلعة التك في الجبال، حيث حوصر هناك في عامي 759-760 م. ورغم أن خورشيد نفسه هرب إلى ديلم القريبة، إلا أن القلعة سقطت في النهاية، ومعها سقطت عائلته في أيدي العباسيين ونُقلت إلى بغداد.
ومن الديلم حاول خورشيد استعادة مملكته. قام بتشكيل جيش من سكان الجبال في المنطقة، وحاول غزو طبرستان في عام 760 م. وبعد أن صدّه، عاد إلى ديلم. بعد أن علم بأسر عائلته، تناول السم، ربما في عام 761.
أصبحت طبرستان مقاطعة منتظمة للخلافة، يحكمها من آمل حاكم عربي، على الرغم من أن السلالات المحلية من الباونديين، والقرينونيديين [الإنجليزية] والزرمهريديين [الإنجليزية]، التي كانت خاضعة سابقًا للدابويين، استمرت في السيطرة على المناطق الداخلية الجبلية كتابعين تابعين للحكومة العباسية. كان أبو الخصيب مرزوق أول حاكم عباسي لطبرستان، وهو الذي بنى مسجدًا عظيمًا في ساري.

## المرحلة الأولى من التمرد (781-785)
وكان الحاكم الثاني، خالد بن برمك، قد حاول بناء المدن وتكوين صداقات مع حاكم قارينوند ونداد هرمز (حكم 765-809 م) بهدف زيادة النفوذ العباسي هناك. ومع ذلك، بعد أن غادر المنطقة، تولى الحاكم الباوندي شروين الأول [الإنجليزية] (حكم 772-817 م) فدمر منشآته. على الرغم من أن ونداد هرمزد وشروين الأول أكدا تعهدهما للخليفة المهدي في عام 781، إلا أنهما شنّا تمردًا مهددًا ضد المسلمين مع مسموغان ميانرود بعد عامين ورفضوا دفع الأموال للخليفة. وبحسب الروايات المحلية، قام بعض المتمردين بقتل جميع سكان طبرستان المسلمين في يوم واحد. ويرى المؤرخ الحديث ويلفرد مادلونج أن هذا الأمر مبالغ فيه، ويشير إلى أن المجازر وقعت فقط في المرتفعات وأجزاء الأراضي المنخفضة التي تمكن المتمردون من اختراقها. نجح المتمردون في البداية. وأثار هذا الأمر قلق المهدي، فقام في عام 783/4 بإرسال ابنه موسى على رأس جيش ضخم إلى جرجان ضد سيدين طبرستان. وفي العام التالي (785م) أرسل المهدي قوة قوامها 40 ألف جندي بقيادة سعيد الحراشي، فتمكن في النهاية من هزيمة المتمردين. أصيب وانداد هرمزد وأُسر وسلّم نفسه لموسى في جرجان على وعد بالعفو. وبعد خلافته في سنة 169هـ/785م، أخذه موسى إلى بغداد، ولكنه سرعان ما سمح له بالعودة إلى مملكته، ومرة أخرى وافق سيدا طبرستان على دفع الجزية.

## المرحلة الثانية من التمرد (801-805)
وأصبحت العلاقات بين الولاة المسلمين والحكام المحليين في طبرستان ودية لفترة من الزمن. اشترى ونداد هرمزد مساحات كبيرة من الأراضي خارج ساري من الحاكم جاريّد بن يزيد. وتصاعدت التوترات مرة أخرى في نهاية عهد الخليفة هارون الرشيد (حكم 786-809 م). وكان الباونديين والقرينونديون يمنعون أي مسلم من الدفن في طبرستان، وكان جنود شروين الأول قد قتلوا نائب الخليفة في المنطقة، وهو ابن أخ الحاكم خليفة بن سعيد. في عام 805، قتل شقيق وانداد هرمزد، فينداسبجان، جامع ضرائب مسلمًا أُرسل لتفقد قراه.
وكان هارون الرشيد موجودًا في مدينة الري لمناقشة مسألة مع حاكم خراسان، فاستدعى الحاكمين. هناك أكد كلاهما ولاءهما للخليفة، ووعداه بدفع ضريبة الأرض. وبناء على طلب ونداد هرمز، عيّن هارون الرشيد حاكمًا على طبرستان. ومع ذلك، صدرت تعليمات إلى الحاكم الجديد بحصر سلطة الحكام المحليين في المرتفعات. تم أخذ قارين ابن ونداد هرمزد، وكذلك شهريار ابن شروين الأول، إلى بغداد كرهائن كدليل على ولائهم. وبعد وفاة هارون الرشيد في عام 809، أُعيدوا إلى طبرستان.

## العواقب
بحلول حوالي في عام 815، خدم عبد الله بن خردادبه كحاكم لطبرستان، وفتح المناطق الجبلية في طبرستان من الحاكم الباوندي المحلي شروين الأول [الإنجليزية]. وفي نفس العام قام بحملة في الديلم، حيث فتح مدينتين وأسر حاكمها أبو ليلى. شهريار (المعروف الآن باسم شهريار الأول [الإنجليزية])، بعد خلافة والده في وقت ما قبل عام 817، طرد حاكم قارينوند مازيار (حفيد ونداد هرمزد) بمساعدة عم الأخير وندا أميد بن وندا سباغان. في عام 817، ساعد عبد الله مزيار على الهروب من طبرستان والوصول إلى بلاط الخليفة العباسي المأمون. في عام 822/3، عاد مازيار إلى طبرستان مع التعزيزات العباسية، وبدأ في التعامل مع أعدائه، فقد نفى شقيقه قوهيار، وفعل الشيء نفسه مع ابن شهريار الأول قارين الأول ، الذي كان ابن أخيه. في عام 825/6 م، غزا مازيار أراضي الباونديين، وأسر ابن شهريار وخليفته، شابور [الإنجليزية]. كما هُزم عمه فيندا أوميد، وقُتل بعد ذلك بفترة وجيزة. وبذلك تمكن مازيار من توحيد المرتفعات تحت حكمه الخاص. ثم اتخذ ألقاب جيل جيلان، وأصبهبذ، وباديشخورغار شاه، وهي كلها ألقاب استخدمها حكام القرن الثامن.